# Нил Дајмонд
Нил Лесли Дајмонд (енгл. Neil Leslie Diamond; Њујорк, 24. јануар 1941) амерички је кантаутор. Продао је више од 130 милиона плоча широм света, што га чини једним од најпродаванијих музичара свих времена.
Године 1954. уврштен у Дворану славних текстописаца и 2011. у Дворану славних рокенрола, а 2000. добио је награду Семи Кан за животно дело. Године 2011. добио је награду центра Кенеди, а 2018. и награду Греми за животно дело.

## Биографија
Рођен је у Бруклину, у јеврејској породици. Бабе и деде с обе стране су му били имигранти, по очевој страни из Пољске, а по мајчиној из Русије. Одрастао је у неколико домова у Бруклину, а четири године је провео и у Шајену, где му је отац био стациониран у војсци. Био је члан хора током средње школе, заједно с Барбром Страјсенд. Исти разред је похађао и Боби Фишер.

## Дискографија
Избор из дискограифје
- Sweet Caroline (1969)
- Tap root Manauscript (1970)
- Stones  (1971)
- Moods  (1972)
- Jonathan Livingston Seagull (1973)
- His 12 Greatest Hits (kompilacija) (1974)
- Serenade (1974)
- Beautiful Noise (1976)
- I'm Glad You're Here With Me Tonight (1977)
- Love At The Greek (уживо, 2-LP) (1977)
- September Morn (1979)
- The Jazz Singer (soundtrack) (1980)
- On The Way To The Sky (1981)
- Heartlight (1982)
- Primitive (1984)
- Headed For The Future (1986)
- Hot August Night II (уживо, 2-LP) (1987)
- Lovescape (1991)
- Greatest Hits (1966 - 1992) (компилација, 2-CD) (1992)
- Up On The Roof-Songs From The Brill Building (1993)
- Live In America (1991 - 1993) (уживо, 2-CD) (1994)
- The Christmas Album, Volume II (1994)
- Stages - Performances 1970 - 2003 (уживо, 5-CD + 1 DVD-box) (2003)
- 12 Songs (2005)
- Home Before Dark (2008)
- A Cherry Cherry Christmas (2009)
- Dreams (2010)
- Melody Road (2014)
- Acoustic Christmas (2016)
- Classic Diamonds (2020)